# Антонопіль (Хмільницький район)
Анто́нопіль — село в Україні, у Калинівській міській громаді Хмільницького району Вінницької області. Населення становить 345 осіб.

## Географія
У селі бере початок річка Руда, ліва притока Сниводи.

## Історія
12 червня 2020 року, відповідно до Розпорядження Кабінету Міністрів України № 707-р, «Про визначення адміністративних центрів та затвердження територій територіальних громад Вінницької області», увійшло до складу Калинівської міської громади.
19 липня 2020 року, в результаті адміністративно-територіальної реформи і ліквідації Калинівського району, село увійшло до складу новоутвореного Хмільницького району.

## Відомі уродженці
- Олійничук Семен Микитович — український кріпак-вільнодумець, просвітитель-гуманіст, демократ.
- Чешенко Лідія Григорівна — Герой Соціалістичної праці, депутат Верховної Ради УРСР 8-10-го скликань.